# Sosnjaki (Kaliningrad)
Sosnjaki (russisch Сосняки, deutsch Tunnischken, 1938 bis 1945 Schneckenwalde, litauisch Tuniškiai) ist ein Ort in der russischen Oblast Kaliningrad. Er gehört zur kommunalen Selbstverwaltungseinheit Stadtkreis Slawsk im Rajon Slawsk. Der Ort Sosnjaki befindet sich heute allerdings an der Ortsstelle Peterswalde (zusammen mit Schillelwethen zunächst russisch Polessje), während die Ortsstelle Tunnischken verlassen ist.

## Geographische Lage
Sosnjaki liegt östlich von Gastellowo (Groß Friedrichsdorf) südlich des Flüsschens Schnecke (russisch: Ulitka) an einem Landweg, der zur untergegangenen Ortsstelle von Kuwschinowo (Alt Seckenburg) führt, wo Schnecke und Schalteik sich zum Nemonien vereinigen. Eine Bahnanbindung besteht nicht.

## Geschichte
Der einst Tunnischken genannte Ort bestand vor 1945 aus dem Dorf und einer Försterei. Zwischen 1874 und 1945 gehörte das Dorf zum Amtsbezirk Peterswalde (russisch: Polessje, nicht mehr existent) im Kreis Niederung – ab 1938 „Kreis Elchniederung“ – im Regierungsbezirk Gumbinnen der preußischen Provinz Ostpreußen.
In Tunnischken lebten im Jahre 1910 405 Einwohner. Ihre Zahl betrug im Jahre 1925 408, stieg bis 1933 auf 525 und belief sich – das Dorf hieß ab dem 3. Juni 1938 „Schneckenwalde“ – im Jahre 1939 auf 483.
In Kriegsfolge kam der Ort 1945 mit dem nördlichen Ostpreußen zur Sowjetunion. Er erhielt 1947 die russische Bezeichnung „Sosnjaki“ und wurde gleichzeitig dem Dorfsowjet Gastellowski selski Sowet im Rajon Slawsk zugeordnet. Von 2008 bis 2015 gehörte Sosnjaki zur städtischen Gemeinde Slawskoje gorodskoje posselenije und seither zum Stadtkreis Slawsk.

## Kirche
Die Bevölkerung Tunnischkens resp. Schneckenwaldes war vor 1945 fast ausnahmslos evangelischer Konfession und in das Kirchspiel der Kirche Groß Friedrichsdorf eingepfarrt. Es gehörte zum Kirchenkreis Niederung (Elchniederung) innerhalb der Kirchenprovinz Ostpreußen der Kirche der Altpreußischen Union. Heute liegt Sosnjaki im Einzugsbereich der in den 1990er Jahren neu entstandenen evangelisch-lutherischen Kirchengemeinde Slawsk (Heinrichswalde). Sie ist Pfarrgemeinde und -sitz der Kirchenregion Slawsk in der Propstei Kaliningrad (Königsberg) der Evangelisch-lutherischen Kirche Europäisches Russland.